# Muhammad Tughlak

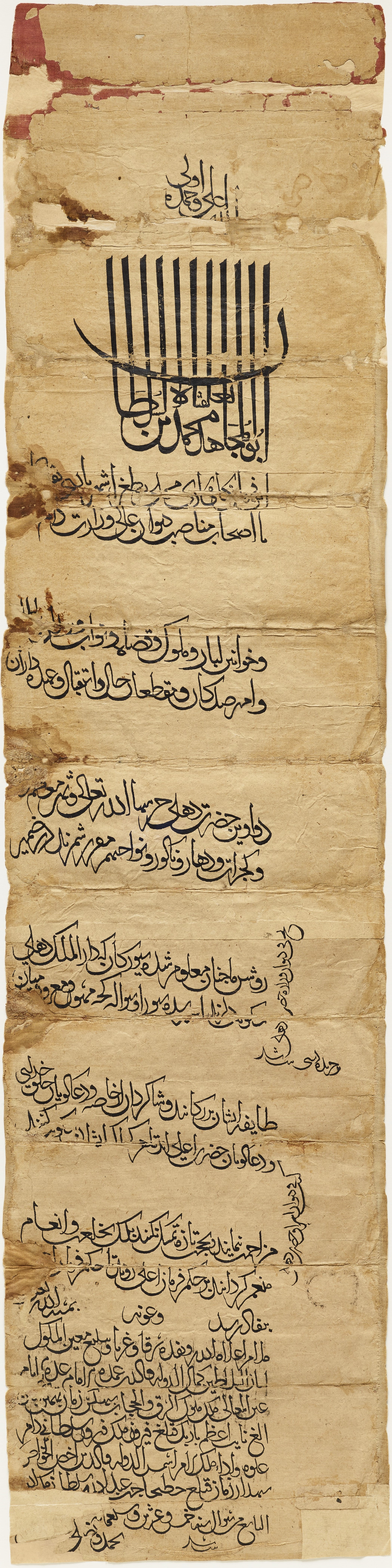
Firman Muhammada Tughlaka datowany na Szawwal 725 AH/Wrzesień-Październik 1325. Na samej górze inwokacja do Boga, pod którą znajduje się tugra z imieniem władcy i jego tytułami. Keir Collection

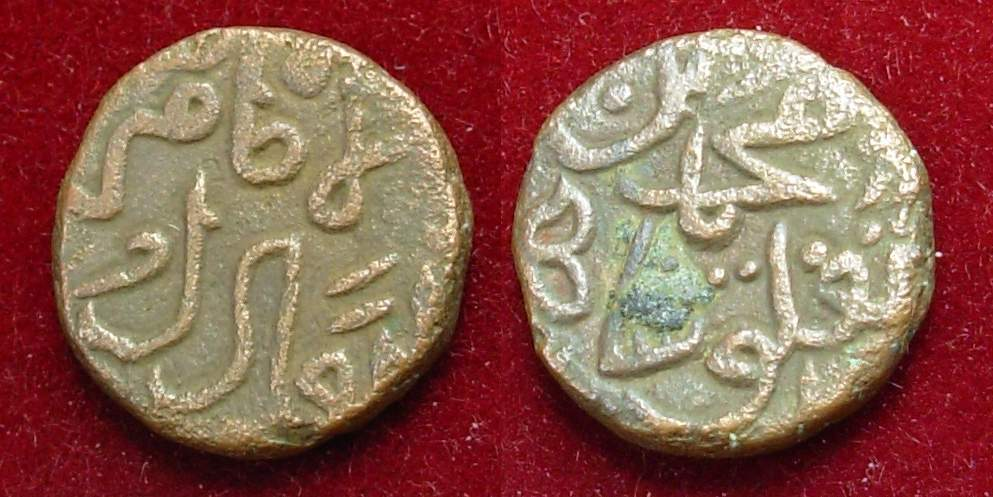
Monety Muhammada Tughlaka

Muhammad ibn Tughlak (ur. ok. 1290 – zm. 20 marca 1351) – władca Sułtanatu Delhijskiego z dynastii Tughlaków. Rozszerzył znacznie granice sułtanatu, jednak jego polityka doprowadziła do głębokiego kryzysu państwa i utraty większości zdobyczy.

## Życiorys

### Droga do władzy
Już w młodości Tughlak, zwany wówczas Ulugh Chanem, demonstrował wybitne zdolności, zdobywając wiedzę religijną, prawniczą, filozoficzną, astronomiczną i medyczną. W okresie rządów swojego ojca, Ghijasa ud-din Tughlaka prowadził działania zbrojne przeciwko władcom hinduskim panującym w Dekanie (1321-1323). Za próbę obwołania się sułtanem został przez ojca odwołany do Delhi. W stolicy książę rozpoczął budowanie własnego stronnictwa i szykował się pod nieobecność ojca do przejęcia władzy. Gdy sułtan na początku 1325 roku wrócił z wyprawy do Bengalu został podstępem zamordowany, a władzę przejął jego syn jako Fachr ud-din Muhammad Dżauna Szach.

### Początki panowania
Już na samym początku swych rządów nowy sułtan musiał stawić czoło licznym buntom. Aby skuteczniej z nimi walczyć w 1327 roku przeniósł stolicę państwa z Delhi o ponad tysiąc kilometrów na południe, do miasta Dewagiri na Dekanie, które przemianował na Daulatabad (Miasto Władzy Państwowej). W kolejnych latach tłumił bunty w Multanie i Sindzie. Wykorzystali to Mongołowie, którzy najechali Doab i nie niepokojeni wywieźli wiele łupów. Spowodowało to niezadowolenie w starej stolicy, która straciła swą przodującą pozycję. Sułtan rozdrażniony oporem zarządził masowe przesiedlenie mieszkańców do Daulatabadu. Mieszkańcy Delhi mieli trzy dni na opuszczenie miasta, musieli też zostawić cały swój dobytek. Dokładny opis przymusowego przesiedlenia zapisał w swej kronice arabski podróżnik Ibn Battuta. Zakaz powrotu do dawnej stolicy cofnięto dopiero w 1336 roku.

### Próby reform, walki z buntami, wyprawy wojenne
Wyprawy wojenne i opłacanie najemnych wojsk wymagało znacznych sum, stąd sułtan już w 1329 roku znacznie podniósł wszystkie obciążenia podatkowe na obszarach pomiędzy Gangesem a Jamuną i nakazał ich bezwzględnie ściągane. Polityka podatkowa oraz kilka lat suszy doprowadziło do klęski głodu w Doabie. Rolnicy nie mogąc podołać obciążeniom fiskalnym porzucali swe pola. W tej sytuacji Muhammad postanowił wprowadzić reformę monetarną i podjął próbę emisji miedzianego pieniądza. Przedsięwzięcie to okazało się tragiczną w skutkach pomyłką, bowiem miedziany pieniądz łatwo było podrobić. W rezultacie cały kraj zalało wkrótce mnóstwo fałszywych monet. Ludzie gromadzili srebro i złoto, a swe należności podatkowe wypłacali w bezwartościowym pieniądzu miedzianym. Po 4 latach władca wycofał się z tej reformy.
Muhammad mimo prowadzonych, licznych wojen starał się również dbać o rozwój rolnictwa, które popadło w zupełną ruinę zarówno z powodu jego posunięć jak i czynników od władcy niezależnych. Przeznaczył olbrzymie sumy na odbudowę rolnictwa na północy, jednak scentralizowany i sztywny podział środków blokował ich sensowne wykorzystanie. Sułtan surowo karał tych, którzy wykorzystywali przyznane środki niezgodnie z założonym planem. Doprowadziło to do paraliżu całego systemu i w efekcie przyniosło niewielkie efekty.
W czasie swojego panowania Muhammad podejmował różnorodne działania służące umocnieniu jego władzy i pozyskaniu indyjskich muzułmanów, które nie dały jednak spodziewanych rezultatów. Jednak wobec ogarniających znaczne połacie kraju buntów, musiał powrócić do Delhi. Kosztowna przeprowadzka znacznie nadwerężyła budżet państwa. Bezwzględność sułtana powodowała wybuch kolejnych rebelii, a związane z nimi zniszczenia doprowadziły do ruiny gospodarczej kraju. Jednak sułtan wciąż nie rezygnował z ekspansji, która była jedynym sposobem na obdzielanie swych stronników ziemią. W celu rozszerzenia swoich granic na zachód Muhammad rozpoczął przygotowania do wojny z Chorasanem. Sułtanowi jednak nie udało się zrealizować tych planów. Niepowodzeniem zakończyła się też próba ekspansji na północ – wielka wyprawa, która miała sforsować Himalaje i zdobyć dla sułtanatu Tybet (1337–1338) zakończyła się katastrofą, która podważyła militarną potęgę władcy i dodatkowo zrujnowała budżet państwa. Najpierw swą niezależność ogłosili lokalni zarządcy w Bengalu, bunty wybuchły też w Dekanie, te jednak udało się stłumić.
W latach 40. XIV wieku sułtan po raz kolejny próbował zreorganizować państwo, by uniezależnić się od możnych. Kraj podzielono na nowe jednostki administracyjne, na których czele postawiono ludzi spoza kręgu możnych. Byli to jednak ludzie przypadkowi, często nieznający się na administrowaniu i pozbawieni autorytetu. Dodatkowo chcieli wykorzystać zdobytą władzę do zapewnienia sobie korzyści materialnych, co doprowadziło do rozkwitu korupcji. Nieudane okazały się również kolejne próby reform agrarnych. Odgórnie zarządzono wprowadzenie płodozmianu, jednak bez liczenia się z realiami biologicznymi i społecznymi. Także w celu umocnienia władzy sprowadzał sułtan do Indii Mongołów, którzy mieli stać się podporą militarną władcy. W 1344 roku sprowadził też do Delhi potomka bagdadzkiego kalifa by podnieść religijny prestiż swej władzy.

### Schyłek rządów
Reformy podatkowe nie przynosiły spodziewanych rezultatów, zwłaszcza w dalszych prowincjach. Z Dekanu spływało zaledwie 10% spodziewanych sum. Sułtan zarządził więc podział całego Dekanu na 4 mniejsze prowincje, co jednak wzbudziło niezadowolenie ludności spodziewającej się powiększenia powinności. Muhammad zwrócił się też przeciwko swym poborcom podatkowym, którzy nie byli w stanie dostarczyć nakładanych sum. Doprowadziło to do buntu poborców w Gudźaracie. Sułtan interweniował osobiście na czele armii i pokonał buntowników. Okrutne rozprawienie się z przeciwnikami doprowadziło jednak do tym większego oporu w Dekanie. Powstańcy zdobyli Daulatabad i obwołali królem Nasir ud-din Szacha. Muhammad po opanowaniu sytuacji w Gudźaracie ruszył przeciw Nasirowi, i pokonał jego armie. Daulatabad został spustoszony, jednak forteca się nie poddała. Sułtan zarządził oblężenie gdy dobiegła go wieść o ponownym buncie w Gudźaracie. Wrócił więc z częścią sił by ostatecznie rozprawić się z oporem w tej prowincji. W tym czasie inny z buntowników dekańskich, Zafar Chan zdołał zebrać armię i rozbić siły sułtana oblegające twierdzę daulatbadzką (1347). Była to ostateczna klęska sułtanatu delhijskiego w Dekanie, gdzie Zafar Chan założył własne państwo i dynastię Bahmanidów. Muhammad resztę panowania spędził na próbie podporządkowania sobie zbuntowanych ziem w Gudźaracie i Sindzie. W trakcie jednej z wypraw do Sindhu, 20 marca 1351 Muhammad niespodziewanie zmarł nie pozostawiając wyznaczonego następcy.